# Łowca (film 2011)
Łowca (ang. The Hunter) – australijski film przygodowy z gatunku dramat z 2011 roku w reżyserii Daniela Nettheima, powstały na podstawie powieści z 1999 roku The Hunter autorstwa Julii Leigh. Wyprodukowana przez australijską wytwórnię Madman Entertainment. Główne role w filmach zagrali Willem Dafoe, Sam Neill i Frances O’Connor.
Premiera filmu miała miejsce 9 września 2011 roku. W Polsce premiera filmu odbyła się 20 czerwca 2014 roku.

## Opis fabuły
Amerykański najemnik Martin David (Willem Dafoe) dostaje zlecenie od wojskowego koncernu biotechnologicznego Red Leaf. Wyrusza do Tasmanii, aby odnaleźć w buszu przedstawicieli gatunku wilka workowatego – największego z drapieżnych torbaczy, uznawanego do niedawna za wymarły. David zatrzymuje się u Lucy Armstrong (Frances O’Connor), która po tajemniczym zniknięciu męża, ekologicznego aktywisty, samotnie wychowuje dwójkę dzieci. Kobieta jest otumaniona lekami, w które zaopatruje ją tropiciel Jack Mindy (Sam Neill). Tymczasem Martin orientuje się, że jego zleceniodawcy mają wobec zagrożonych zwierząt szczególny plan.

## Obsada
- Willem Dafoe jako Martin David
- Frances O’Connor jako Lucy Armstrong
- Sam Neill jako Jack Mindy
- Morgana Davies jako Sass Armstrong
- Finn Woodlock jako Bike Armstrong
- Jacek Koman jako pośrednik
- Callan Mulvey jako rywalizujący myśliwy
- John Brumpton jako właściciel baru
- Dan Wyllie jako bilardzista
- Sullivan Stapleton jako Doug
- Jamie Timony jako Free
- Dan Spielman jako Simon
- Maia Thomas jako Shakti
- Marc Watson-Paul jako Jarrah[5][3]